# 마린 폰그라치치
마린 폰그라치치(크로아티아어: Marin Pongračić, 1997년 9월 11일 ~ )는 크로아티아의 축구 선수이다. 포지션은 센터백이며, 현재 이탈리아 세리에 A의 피오렌티나에서 활약하고 있다.